# マギオン1号
マギオン1号（Magion-1)はチェコスロバキアの技術・電離層研究用人工衛星。マギオンシリーズの1号機。

## 概要
ソ連の計画の下、無償でロケット、人工衛星、その他地上通信基地などが提供された。また、制御のための地上の光学追跡装置が置かれ、測定されたデータはデジタル受信機にダビングされた。
1978年10月24日、プレセツク宇宙基地からコスモス3Mで打ち上げられた。打上げは成功し、インテルコスモス18号として公転周期96.4分、軌道傾斜角83度、近地点407km、遠地点768kmの駐機軌道に投入された。衛星の電源は搭載された電池と太陽光パネルでまかなわれた。大きさは30cm×30cm×15cm程度で、重量は15kgであった。
1978年11月14日、交信が確立され運用が開始された。
1981年9月11日に1052日の稼動を終了し、大気圏に突入して破壊された。